# فيات 500 سي

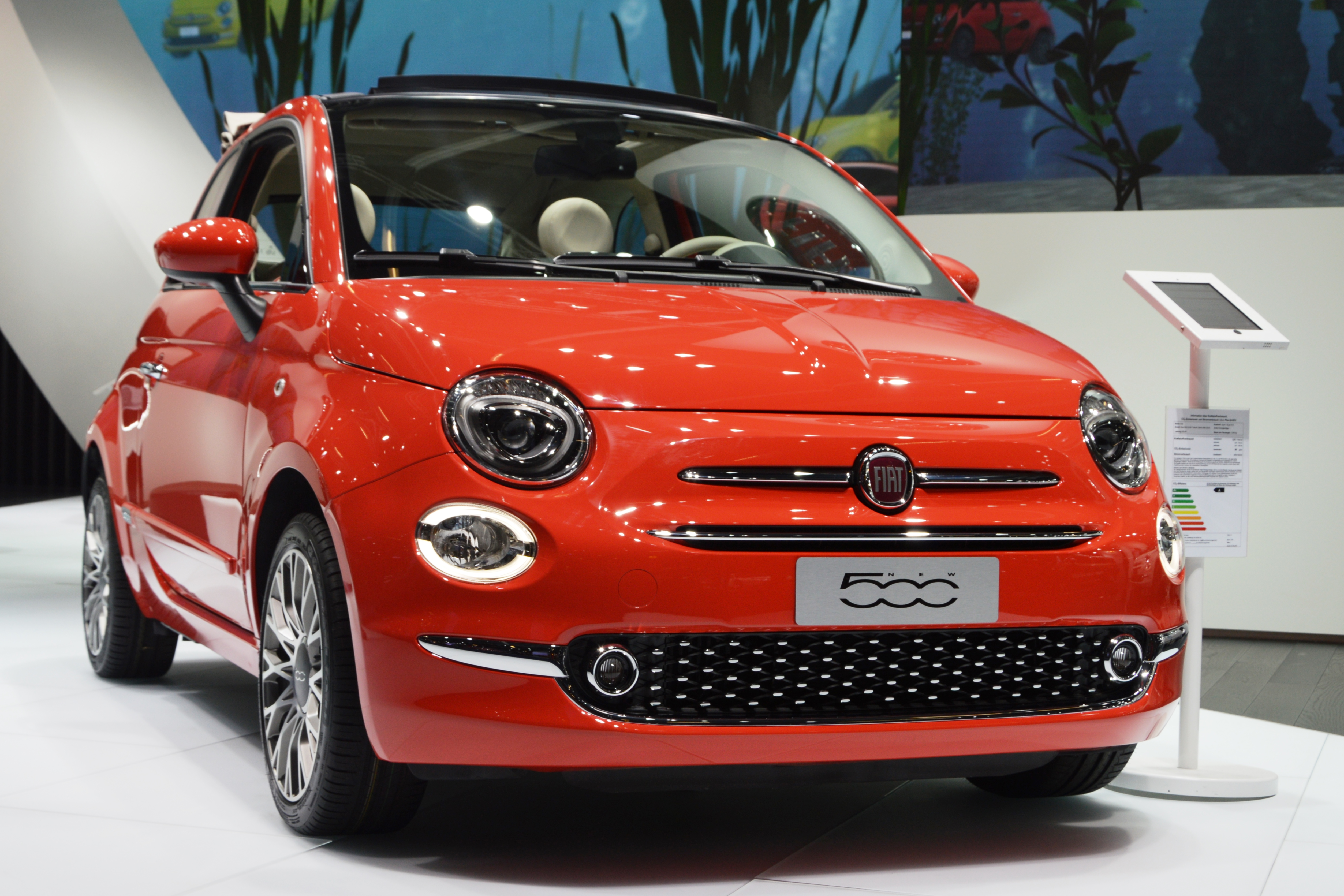

في معرض جنيف الدولي للسيارات عام 2009، أطلقت شركة فيات الإيطالية النسخة المكشوفة من طرازها الشهير 500، والتي حملت اسم 500 سي؛ حيث تختلف هذه النسخة عن طراز 500 الاساسي بأنها تحتوي على سقف قماشي قابل للكشف أوتوماتيكيا على عدة مراحل .
تتمتع فياتC 500 بشكل خارجي شبابي وحيوي يحتوي على غطاء محرك صغير الحجم وأضواء أمامية دائرية تتصل مع الصادم السفلي الذي يحتوي على أضواء الضباب الدائرية وعلى فتحة تهوية طولية مزينة بخط من الكروم. كما وتتمتع أيضا بسقف قماشي قابل للكشف إلى الخلف اوتوماتيكياً بشكل جميل.
أما من الخلف فتتميز فيات C 500 بأضواء صغيرة محاطة بالكروم تدمج ما بين باب صندوق الامتعة الذي يفتح للأسفل والصادم المزين بخط من الكروم والذي يحتوي على مخرج عادم صغير على جانبه.
مقصورة فياتC 500 الداخلية عملية وأنيقة، حيث زودت بعداد كبير واضح مع إضائة برتقالية، ومقود متعدد الوظائف يمكنك من التحكم بعدة وظائف منها النظام الصوتي والمكالمات وخدمة مايكروسوفت الجديدة للأوامر، كما وتتمتع C 500 بمقاعد أمامية تحتوي داخلها على حيّز للتخزين.
وزودت فياتC 500 بكونسول وسطي بسيط وسهل الاستعمال ملوّن بلون السيارة الخارجي يحتوي على أزرار التحكم بالنظام الصوتي ونظام التكييف بالإضافة إلى قابض نقل السرعات اما يدوي أو أوتوماتيكي، بالإضافة إلى مدخلUSB وAUX لربط الأجهزة الموسيقية والذكية

## وصلات خارجية
- تقرير فيات 500C

1. ↑  وصلة مرجع: https://www.fiat.com/fiat-500/500/dimensions.